# Вајоминг
Вајоминг (енгл. Wyoming), држава је САД, која се налази у њеном северном делу. Површина Вајоминга је 253.348 km², а број становника по попису из 2008. је 532.668. Главни град је Шајен.

## Географија

### Локација и величина
Вајоминг се налази између 41 и 45 степена СГШ и између 104°3' и 111°3' ЗГД. Вајоминг је тако, поред Колорада и Јуте, једна од три државе чије се границе у потпуности поклапају са линијама географске ширине и дужине. Такође, Вајоминг је, поред Колорада, једина држава САД која има у потпуности правоугаони облик. Вајоминг се према северу граничи са Монтаном, према истоку са Јужном Дакотом и Небраском, према југу са Колорадом, према југозападу са Јутом и према западу са Ајдахом. Вајоминг се простире на 253.348 km². Десета је по величини држава САД и састоји се од 23 округа. То су: Биг Хорн, Вестон, Вошаки, Гошен, Јуинта, Карбон, Кембел, Конверс, Крук, Ларами, Линколн, Најобрара, Нејтрона, Олбани, Парк, Плат, Саблет, Свитвотер, Титон, Фримонт, Хот Спрингс, Џонсон и Шеридан.

### Планински венци
Велика равница се додирује са Стеновитим планинама у Вајомингу. Вајоминг је углавном висораван испресецана бројним планинским венцима. Надморска висина се креће од 4207 метара, висина Ганетовог врха, до 953 метра у долини реке Бел Фуш на североистоку државе. На северозападу Вајоминга се налазе планински венци Абсарока, Оул Крик, Гро Вент, Винд Ривер и Титон. На северу су смештене планине Биг Хорн, на североистоку Блек Хил, док се у јужном делу државе налазе планине Сијера Мадре, Ларами и Снежне планине. 
Снежне планине су наставак Стеновитих планина. Планински венац Винд Ривер има више од 40 планинских врхова виших од 4000 метара, један од њих је и Ганетов врх (енгл. Gannett Peak) који је уједно и највиши врх у држави.
Планински венац Титон је дугачак око 80 km, а делом се налази и у националном парку Гранд Титон. На подручју националног парка је и врх Гранд Титон, други по висини у Вајомингу.
Граница речних сливова иде од севера према југу преко средишњег дела државе. Реке источно од развођа припадају басену реке Мисури која отиче у Мексичко море. Ту спадају реке Норт Плат, Винд, Биг Хорн и Јелоустоун. Река Снејк, која протиче северозападом Вајоминга, улива се у Колумбију, док се Зелена река улива у Колорадо. Ове две реке припадају Пацифичком сливу.

### Клима
У Вајомингу преовлађује полусува континентална клима са већим температурним осцилацијама него што је то случај у другим деловима САД. На то првенствено утиче топографија државе. Лета су топла, са просечним јулским температурама од 29 до 35 °C у највећем делу државе. На надморској висини преко 2700 метара температура је 21 °C. Током летњих ноћи температура се спушта на 10 до 16 степени. Крајем пролећа и почетком лета количина падавина се смањује. Зиме су хладне, са периодима лепог времена под утицајем топлог ветра чинука.
Вајоминг оскудева у падавинама па тако у највећем делу државе годишње падне око 250 mm кише по квадратном метру. Количина падавина зависи од надморске висине, па тако у басену Биг Хорн падне од 130 до 200 mm по квадратном метру, због чега та област изгледа практично као пустиња. У нижим областима на северу и истоку Вајоминга, где падне од 250 до 300 mm по квадратном метру, клима је полусува, док у неким планинским областима годишње падне око 510 mm по квадратном метру (или више) и то углавном у облику снега.
Клима Вајоминга је углавном одређена географском ширином, надморском висином и локалном топографијом сваке поједине области. Сви ти фактори утичу на температурне осцилације, количину падавина и влажност ваздуха. Највећим делом зиме, изнад Вајоминга (или нешто северније) циркулише поларна ваздушна струја услед које настају снажни ветрови који доносе хладан арктички ваздух и падавине, углавном у облику снега и то највише у северозападним областима. Током лета се поларна ваздушна маса се повлачи на север према Канади, што узрокује лепо време.
За Вајоминг су такође карактеристичне олује у југоисточним равницама које су најчешће крајем пролећа и почетком лета. Југоисточни део државе је највише погођен торнадима, док је на западу државе опасност од торнада минимална. Торнади су у Вајомингу углавном мањег интензитета и кратког трајања.

## Историја
Трагови људског присуства у Вајомингу стари су око 13.000 година. Поједини камени предмети, као што су врхови стрела, направљени од стране цивилизација Кловис, Фолсом и Плејно говоре томе у прилог.

### Присвајање територије
На поједине делове данашњег Вајоминга током историје право су полагале Шпанија, Француска и Енглеска. Присвајање те територије од стране САД је обављено кроз пет великих анексија – Куповином Луизијане 1803, Споразумом са Шпанијом 1819, отцепљењем Републике Тексас 1836. и одвајањем једног дела после анексије 1845, Споразумом у Гвадалуп Идалгу (1848) после Мексичко-америчког рата и међународним договором 1846. са Великом Британијом.

### Трговина крзном и миграција према западу
Рани развој Вајоминга је уско повезан са трговином крзном и великим миграцијама према западу. Претпоставља се да су крајем XVIII века француски трапери и истраживачи дошли у ове области, међутим прве поуздане извештаје о овом крају је донео Џон Колтер. Наиме, он је био заробљен у планинама Вајоминга неколико година. Вративши се у Сент Луис 1810. причао је о врелим гејзирима и великим кањонима Јелоустоуна. После се вратио на запад а за њим су кренули и остали трговци крзном. Крећући се копном у жељи да пронађе Асторију, која се налази на реци Колумбија, прошао је 1811. кроз Титонски кланац. Следеће године Роберт Стјуарт је, враћајући се из Асторије, прошао кроз Јужни кланац крећући се готово истим путем. Тај пут ће касније постати познат под именом Орегонска стаза. Форт Вилијам је основан 1834. и представљао је прву сталну трговачку станицу. Ово место је касније променило назив у Форт Ларами. Неколико година касније основан је Форт Бриџер (1843).
Смањење трговине крзном утицало је на то да се многи бивши трапери настане дуж Орегонске стазе, где су колонистима обезбеђивали неопходне потрепштине.

### Непријатељство Индијанаца и наставак насељавања
Због учесталих напада Индијанаца почетком 60-их година XIX века саобраћање поштанских кочија се помера на југ дуж реке Норт Плат. Индијанци нису благонаклоно гледали на интензивно насељавање белаца који су почели да изловљавају велика крда бизона. Споразуми о примирју су склапани, али и кршени са обе стране. За то време, у јужном Вајомингу није било већих напада, а открићем злата у Јужном кланцу 1867. у ову област се почињу насељавати колонисти. Интензивну колонизацију појачава и откриће великих налазишта угља на југозападу Вајоминга. Вероватно највећи подстицај досељавању становништва је био завршетак дела пруге Јунион Пасифик 1868. који је пролазио кроз Вајоминг.

### Статус Територије и економски развој
Овај регион је 25. јула 1868. добио статус Територије, са главним градом Шајеном. Дана 10. децембра 1869. Вајоминг је постао прва држава у свету у којој је женама дато право гласа. Зато се Вајоминг назива и Државом једнакости (Equality State). Гушењем индијанских побуна и смештањем племена Арапахо и Шошони у резерват Винд Ривер, омогућено је несметано транспортовање стоке преко пашњака Вајоминга. Појавили су се и многобројни крадљивци стоке, а власти су биле немоћне да спрече крађе. Због тога је у округу Џонсон и избио „сточарски рат“ 1892. Ограђивањем поседа, ти проблеми су донекле ублажени. Крајем XIX века почиње озбиљнији узгој оваца, али су се узгајивачи говеда побунили. Велик број насељеника почео да се исељава из Вајоминга, увидевши да ту нема могућности за обраду мањих парцела земљишта. Упркос томе, број становника је константно растао, па је са девет хиљада становника 1870. порастао на више од деведесет хиљада 1890. Тај пораст броја становника је утицао на повећање броја школа, да би 1887. био основан и Универзитет Вајоминг.

### Државност и напредно законодавство
Вајоминг је постао држава САД 1890. и у складу са прогресивним идејама донет је либерални Устав. Керијевим законом из 1894. омогућено је лакше насељавање, подстакнут је развој пољопривреде и предвиђена је заштита вода, као и њихова рационалнија употреба. Оснивањем националних паркова заштићена су шумска пространства.
У политици прогресивни покрет је имао велики број присталица. Као резултат тога може се издвојити то да је 1924. Нели Тејло Рос изабрана за прву жену на функцију гувернера у некој америчкој држави.

## Демографија
| 1900.  | 1910.   | 1920.   | 1930.   | 1940.   | 1950.   | 1960.   | 1970.   | 1980.   | 1990.   | 2000.   | 2010.   |
| ------ | ------- | ------- | ------- | ------- | ------- | ------- | ------- | ------- | ------- | ------- | ------- |
| 92.531 | 145.965 | 194.402 | 225.565 | 250.742 | 290.529 | 330.066 | 332.416 | 469.557 | 453.588 | 493.782 | 563.626 |

### Становништво
У 2009-ој број становника у Вајомингу је процењен на 544.270, што је представљало повећање од 11.289 људи или 2,07% у односу на претходну годину и повећање од 50.488 људи или 9,28% у односу на број становника утврђен пописом из 2000. 
Вајоминг је изузетно ретко насељен и представља државу САД са најмањим бројем становника, а само Аљаска има мању густину насељености.

### Вероисповест
Становници Вајоминга се према вероисповести деле на:
- хришћане - 79%

- протестанте - 53%

- лутеране - 8%
- баптисте - 8%
- методисте - 6%
- презвитеријанце - 4%
- следбенике Епископалне цркве - 4%
- припаднике других протестантских цркава - 21%

- католике - 16%
- мормоне - 11%

- Јевреје - 0%
- остале религије - 1%
- нерелигиозне особе - 18%

## Привреда
Према извештају Бироа за економске анализе САД, друштвени производ Вајоминга у 2005. години је износио 27,4 милијарде долара. 
У јануару 2010. стопа незапослености је износила 7,6%.
За разлику од других држава САД привреда Вајоминга је углавном заснована на рударству и туризму. У 2001. укупан приход од рударства је износио 6,7 милијарди, док је остварени приход од туризма износио 2 милијарде долара. Главне туристичке атракције су национални паркови Гранд Титон и Јелоустон. Национални парк Јелоустон сваке године посети три милиона људи.
Пољопривреда нема више онакав значај какав је имала раније у Вајомингу, али је она веома битан део привреде ове државе. Најважнији пољопривредни производи Вајоминга су: стока (говедина), сено, шећерна репа, жито (пшеница и јечам) и вуна.

### Рударство
Најзначајнији минералне сировине које се експлоатишу у Вајомингу су угаљ, земни гас, метан из резервоара угља, сирова нафта, уранијум и трона.
- Производња угља у 2004. износила је 358,8 милиона тона чиме се Вајоминг сврстао на прво место у САД. Резерве угља у Вајомингу су 62,3 милијарде тона. Највише угља се налази у басенима Паудер Ривер и Зелене реке.
- Вајомингу је 2007. године био други по производњи земног гаса у САД а производња је износила 63,85 билиона кубних метара.
- Производња метана из резервоара угља представља у ствари друкчији начин производње земног гаса. Он се углавном производи у басену Паудер Ривер. Током 2002. производња овог енергента је износила 9,3 милијарде кубних метара.
- Током 2007. у Вајомингу је произведено 53.400.000 барела сирове нафте и по производњи овог енергента Вајоминг је пети у САД.